# 三十番神
三十番神（さんじゅうばんしん）は、神仏習合の信仰で、毎日交替で国家や国民などを守護するとされた30柱の神々のことである。三十番神は、1ヶ月30日（旧暦太陰太陽暦であるため、1ヶ月は29日か30日）を交替で守護する。
天台宗の開祖最澄（伝教大師）が比叡山に祀ったのが最初とされ、鎌倉時代には盛んに信仰されるようになった。中世以降は特に日蓮宗・法華宗（法華神道）で重視され、法華経守護の神（諸天善神）とされた。これは、京都に日蓮宗を布教しようとした日像が、布教のために比叡山の三十番神を取り入れたためである。また、吉田神道も天台宗・日蓮宗とは別の三十番神として「天地擁護の三十番神」「王城守護の三十番神」「吾国守護の三十番神」などを唱えた。吉田兼倶は三十番神信仰が吉田神道から発すると主張した。吉田神道では天孫降臨のときの「三十二神」と関連づける記述もある。1868年、神仏分離にともない、明治時代の初期、一時的に配祠が禁じられていたことがある（現在は各宗派・寺院の判断で堂内祭壇、堂内摂社などの形で自由に祀られている）。
三十番神は、歴史的に十種類ほどあるとされる。天地擁護、内侍所守護、王城守護、吾国守護、禁闕守護、法華守護、如法守護、法華経守護、仁王経守護、如法経守護の各三十番神である。
下表は、日蓮宗における三十番神である。なお、『神道大意』や『拾芥抄』においても同様の三十番神を掲げる。
| 日 | 神名       | 現在の名称           |
| -- | ---------- | -------------------- |
| 1  | 熱田大明神 | 熱田神宮             |
| 2  | 諏訪大明神 | 諏訪大社             |
| 3  | 広田大明神 | 広田神社             |
| 4  | 気比大明神 | 気比神宮             |
| 5  | 気多大明神 | 気多大社             |
| 6  | 鹿島大明神 | 鹿島神宮             |
| 7  | 北野大明神 | 北野天満宮           |
| 8  | 江文大明神 | 江文神社             |
| 9  | 貴船大明神 | 貴船神社             |
| 10 | 天照皇太神 | 伊勢神宮内宮         |
| 11 | 八幡大菩薩 | 石清水八幡宮         |
| 12 | 加茂大明神 | 上賀茂神社・下鴨神社 |
| 13 | 松尾大明神 | 松尾大社             |
| 14 | 大原大明神 | 大原野神社           |
| 15 | 春日大明神 | 春日大社             |
| 16 | 平野大明神 | 平野神社             |
| 17 | 大比叡権現 | 日吉大社西本宮       |
| 18 | 小比叡権現 | 日吉大社東本宮       |
| 19 | 聖真子権現 | 日吉大社宇佐宮       |
| 20 | 客人大明神 | 日吉大社白山姫神社   |
| 21 | 八王子権現 | 日吉大社八王子社     |
| 22 | 稲荷大明神 | 伏見稲荷大社         |
| 23 | 住吉大明神 | 住吉大社             |
| 24 | 祇園大明神 | 八坂神社             |
| 25 | 赤山大明神 | 赤山禅院             |
| 26 | 建部大明神 | 建部大社             |
| 27 | 三上大明神 | 御上神社             |
| 28 | 兵主大明神 | 兵主大社             |
| 29 | 苗鹿大明神 | 那波加神社           |
| 30 | 吉備大明神 | 吉備津神社           |

三十番神は、法華経をはじめ、灌頂経や仁王般若波羅蜜経などの仏典に記された仏法による鎮護国家の考え方を前提とし、神仏習合の展開の中で日本の神々を取り込んで成立した。
現在は太陽暦の採用により31日が存在するため、31日の神として五番善神（薬王菩薩、勇施菩薩、多聞天、持国天、鬼子母神、十羅刹女）を勧請する場合がある。